# せんももあいしーCh
せんももあいしーChは、YouTubeのチャンネル、及びYouTuberグループ。株式会社アナライズログ所属。

## 概要
せんのすけ・ももこ・あいこ・しろうの4兄弟が楽しく遊ぶ様子の動画を投稿している。
趣味は、ゲーム(マインクラフト、スプラトゥーン、どうぶつの森)、アニメ(ディズニー、おしりたんてい、妖怪ウォッチ)、乗り物(電車、飛行機)、恐竜。
スイミングと、お絵かき教室に通っている。

## チャンネル登録者数の推移
2020年10月に登録者数がHIKAKINのチャンネルを抜いて国内3位となった。
2020年11月に登録者数がはじめしゃちょーのチャンネルを抜いて国内2位となった。その後は他のチャンネルに抜かされていったが、2023年の時点でも国内10位以内に残っている。

## メンバー
- せんのすけ（現在は登場回数が少ない）
- ももこ（現在は登場回数が少ない）
- あいこ
- しろう
- パパ